# Matemàtiques de la relativitat general

Les matemàtiques de la relativitat general són un conjunt d'estructures i tècniques matemàtiques utilitzades quan s'estudia i es formula la teoria de la relativitat general d'Albert Einstein. Les principals eines utilitzades en aquesta teoria geomètrica de la gravitació són camps tensorials definits en una varietat Lorentziana que representa l'espai-temps. Aquest article és una descripció general de les matemàtiques de la relativitat general.
Nota: els articles de relativitat general que utilitzen tensors utilitzaran la notació d'índex abstracte.

## Tensors
El principi de covariància general va ser un dels principis centrals en el desenvolupament de la relativitat general. Afirma que les lleis de la física haurien de prendre la mateixa forma matemàtica en tots els marcs de referència. El terme "covariància general" es va utilitzar en la formulació primerenca de la relativitat general, però el principi es coneix sovint com a "covariància del difeomorfisme".

## L'espai-temps com a varietat
La majoria dels enfocaments moderns de la relativitat general matemàtica comencen amb el concepte de varietat. Més precisament, la construcció física bàsica que representa la gravitació, un espai-temps corbat, està modelada per una varietat Lorentziana de quatre dimensions, llisa, connectada. Altres descriptors físics estan representats per diversos tensors, que es discuteixen a continuació.

## Tensors en relativitat general
Una de les profundes conseqüències de la teoria de la relativitat va ser l'abolició dels marcs de referència privilegiats. La descripció dels fenòmens físics no hauria de dependre de qui faci la mesura: un marc de referència hauria de ser tan bo com qualsevol altre. La relativitat especial va demostrar que cap marc de referència inercial era preferencial a cap altre marc de referència inercial, sinó que preferia els marcs de referència inercial sobre els marcs de referència no inercials. La relativitat general va eliminar la preferència pels marcs de referència inercials en demostrar que no hi ha cap marc de referència preferit (inercial o no) per descriure la naturalesa.

## Camps tensorals en relativitat general
Els camps de tensor d'una varietat són mapes que adjunten un tensor a cada punt de la varietat. Aquesta noció es pot fer més precisa introduint la idea d'un feix de fibres, que en el context actual significa reunir tots els tensors en tots els punts de la varietat, "agrupant-los" tots en un gran objecte anomenat feix tensor. Aleshores, un camp tensor es defineix com un mapa des de la varietat fins al paquet tensor, cada punt {\displaystyle p} associada amb un tensor a {\displaystyle p}.

## Derivades tensorials
Abans de l'arribada de la relativitat general, els canvis en els processos físics eren generalment descrits per derivades parcials, per exemple, en la descripció dels canvis en els camps electromagnètics (vegeu les equacions de Maxwell). Fins i tot en la relativitat especial, la derivada parcial encara és suficient per descriure aquests canvis. Tanmateix, en la relativitat general, es troba que s'han d'utilitzar derivades que també són tensors. Les derivades tenen algunes característiques comunes, com ara que són derivades al llarg de corbes integrals de camps vectorials.

## El tensor de curvatura de Riemann
Una característica crucial de la relativitat general és el concepte de varietat corba. Una manera útil de mesurar la curvatura d'una varietat és amb un objecte anomenat tensor de Riemann (curvatura).
Aquest tensor mesura la curvatura mitjançant l'ús d'una connexió afí considerant l'efecte del transport paral·lel d'un vector entre dos punts al llarg de dues corbes. La discrepància entre els resultats d'aquestes dues rutes de transport paral·leles es quantifica essencialment pel tensor de Riemann.

## El tensor energia-impuls
Les fonts de qualsevol camp gravitatori (matèria i energia) es representen en relativitat per un tensor simètric de tipus (0, 2) anomenat tensor energia-impuls. Està estretament relacionat amb el tensor de Ricci. En ser un tensor de segon rang en quatre dimensions, el tensor energia-impuls es pot veure com una matriu de 4 per 4. Els diferents tipus de matrius admissibles, anomenades formes de Jordan, no es poden produir tots, ja que les condicions energètiques que el tensor energia-impuls està obligat a satisfer descarten certes formes.

## Les equacions de camp d'Einstein
Les equacions de camp d'Einstein (EFE) són el nucli de la teoria de la relativitat general. L'EFE descriu com la massa i l'energia (tal com es representa al tensor tensió-energia) es relacionen amb la curvatura de l'espai-temps (tal com es representa al tensor d'Einstein). En notació d'índex abstracte, l'EFE diu el següent:{\displaystyle G_{ab}+\Lambda g_{ab}={\frac {8\pi G}{c^{4}}}T_{ab}}on {\displaystyle G_{ab}} és el tensor d'Einstein, {\displaystyle \Lambda } és la constant cosmològica, {\displaystyle g_{ab}} és el tensor mètric, {\displaystyle c} és la velocitat de la llum en el buit i {\displaystyle G} és la constant gravitatòria, que prové de la llei de la gravitació universal de Newton.

## Les equacions geodèsiques
Un cop resolts els EFE per obtenir una mètrica, queda determinar el moviment dels objectes inercials en l'espai-temps. En la relativitat general, s'assumeix que el moviment inercial es produeix al llarg de geodèsiques temporals i nul·les de l'espai-temps parametritzades pel temps propi. Les geodèsiques són corbes que transporten en paral·lel el seu propi vector tangent {\displaystyle {\vec {U}}}; és a dir, {\displaystyle \nabla _{\vec {U}}{\vec {U}}=0}. Aquesta condició, l'equació geodèsica, es pot escriure en termes d'un sistema de coordenades {\displaystyle x^{a}} amb el vector tangent {\displaystyle U^{a}={\frac {dx^{a}}{d\tau }}} :{\displaystyle {\ddot {x}}^{a}+{\Gamma ^{a}}_{bc}\,{\dot {x}}^{b}\,{\dot {x}}^{c}=0}on {\displaystyle {\dot {}}} denota la derivada pel temps propi, {\displaystyle d/d\tau }, amb τ parametritzant el temps adequat al llarg de la corba i posant de manifest la presència dels símbols de Christoffel.

## Formulació lagrangiana
La qüestió de derivar les equacions de moviment o les equacions de camp en qualsevol teoria física és considerada atractiu per molts investigadors. Una manera força universal de realitzar aquestes derivacions és utilitzant les tècniques de càlcul variacional, els objectes principals utilitzats en això són els Lagrangians.